# .by
.by је највиши Интернет домен државних кодова (ccTLD) за Белорусију.
Скраћеница BY долази од алтернативног писања имена ове државе на енглеском Byelorussia, а иначе стандардно се пише Belarus.
Домене другог нивоа могу да региструју само становници Белорусије, без додатних ограничења, а домене трећег нивоа (типа .gov.by или .mil.by) могу да користе само државне институције.